# Скутер (кот)
Скутер (кот) (анг. Scooter; 26 марта 1986 года — 8 апреля 2016 года) — третий старейший подтверждённый кот-долгожитель на Земле (после Крим Пафф и Рекса Аллена), чей возраст был подтверждён Книгой рекордов Гиннесса. На момент смерти он был самым старым живым котом в мире, его возраст составлял 30 лет и 13 дней. Есть много кошек старше Скутера, но так как в настоящее время Книга рекордов Гиннесса не подтвердила их возраст, кот Скутер пока является третьим старейшим подтвержденным котом в мире.

## Биография
Сиамский кот Скутер родился 26 марта 1986 года в Мэнсфилде, штат Техас, США. Когда Скутеру был 1 месяц, он потерял мать.
Его хозяйка Гейл Флойд утверждает, что секрет долгожительства питомца — в активном образе жизни. Ещё будучи котенком, Скутер забирался на плечо своей хозяйки и держался с ней рядом, куда бы она ни отправилась. Эта привычка осталась у кота и во взрослой жизни. Флойд много путешествовала вместе с питомцем и объехала с ним 45 из 50 американских штатов.
«Он любил посещать новые места и любит людей», — рассказывала хозяйка. Друзья Флойд тоже обожали Скутера и отзывались о нём как об активном, игривом и полном энергии коте. Каждое утро он будил хозяйку перед работой, забираясь на кровать и «разговаривая» с ней, и всегда встречал женщину у двери, когда она возвращалась домой.
У кота были свои слабости — он обожал, когда его сушат феном после купания, а его любимым лакомством была курятина.
В октябре 2014 года, в возрасте 28 лет, Скутер сломал лапу. Его ветеринары говорили, что Скутер — удивительный кот с сильной тягой к жизни.
26 марта 2016 года кот отпраздновал свой 30-летний юбилей.
8 апреля 2016 года Скутер был занесён в Книгу рекордов Гиннесса как кот, проживший 30 лет, что равнозначно 136 человеческим годам. Как выяснилось через несколько часов, он скончался в возрасте 30 лет 13 дней.